# 藤村逸子
藤村 逸子（ふじむら いつこ、1953年12月 - ）は日本の言語学者。フランス語学およびフランス語に基づく対照言語学、ジェンダー言語学を専門とする。
1987年、パリ第3大学大学院言語学研究科にて言語学博士号を取得し、現在、名古屋大学大学院国際開発研究科教授を務める。